# 狐印
狐印（コイン）是日本的插繪作家。
筆名的由來、原來的筆名是、家裡飼養兔子、雪貂與狗，在充滿動物味道的空間裡持續創作。被替換的漢字。

## 經歷
出道的插畫『君の居た昨日、僕の見る明日』。
2001年（平成13年）個人網站經營。

## 作品
- 我的狐仙女友（西野勝海，MF文庫J）
- 我的狐仙女友art works（我的狐仙女友畫集，株式会社Media Factory發行）
- 君の居た昨日、僕の見る明日（榊一郎，富士見Fantasia文庫）
- （内山靖二郎，EnterbrainログインテーブルトークRPG系列）
- 神曲奏界 （GA文庫）
- スノウピー（日语：スノウピー）（富士見Fantasia文庫）
- 袭来！美少女邪神（逢空万太，GA文庫）
- （蕪木統文，GA文庫）
- （水落晴美，電擊文庫）
- （Gagaga文庫）
- （GA文庫）
- （HJ文庫）
- 狐印插畫作品集（SB創意發行，GA文庫插圖收錄）
- 狐印插畫作品集 2（SB創意發行）
- （日富美信吾，講談社輕小說文庫）
- （富士見Fantasia文庫）
- （講談社輕小說文庫）
- （GA文庫）
- （見波タクミ，富士見Fantasia文庫）
- （GA文庫）
- （須崎正太郎，ダッシュエックス文庫（日语：ダッシュエックス文庫））
- 怕痛的我，把防禦力點滿就對了（夕蜜柑，角川書店）

## 脚注
1. ↑  p92

## 外部連結
- 官方网站（日語）
- 狐印的X（前Twitter）